# Orocharis gaumeri
Orocharis gaumeri is een rechtvleugelig insect uit de familie krekels (Gryllidae). De wetenschappelijke naam van deze soort is voor het eerst geldig gepubliceerd in 1897 door Saussure.